# 静岡県道29号梅ケ島温泉昭和線
静岡県道29号梅ケ島温泉昭和線（しずおかけんどう29ごう うめがしまおんせんしょうわせん）は、静岡県静岡市葵区を通る県道（主要地方道）である。

## 概要

### 路線データ
- 起点：静岡市葵区梅ケ島（豊岡梅ヶ島林道に接続）
- 終点：静岡市葵区昭和町（国道1号交点）
- 総延長：50.2 km
- 愛称：梅ヶ島街道

## 歴史
- 1972年（昭和47年）3月28日 - 認定
- 1993年（平成5年）5月11日 - 建設省から、県道梅ケ島温泉昭和線が梅ヶ島温泉昭和線として主要地方道に指定される[1]。
- 2025年（令和7年）3月3日 - 大河内トンネル（葵区有東木、275 m）が開通する[2]。

## 路線状況

### 重複区間
- 静岡県道27号井川湖御幸線（静岡市葵区油島・玉機橋交差点 - 静岡市葵区津渡野）
- 静岡県道205号大川静岡線（静岡市葵区足久保口組・美和中学校北交差点 - 静岡市葵区与左衛門新田・美和トンネル交差点）
- 国道362号（静岡市葵区山崎・安西橋西交差点 - 静岡市葵区昭和町・常磐町2丁目交差点）

## 地理

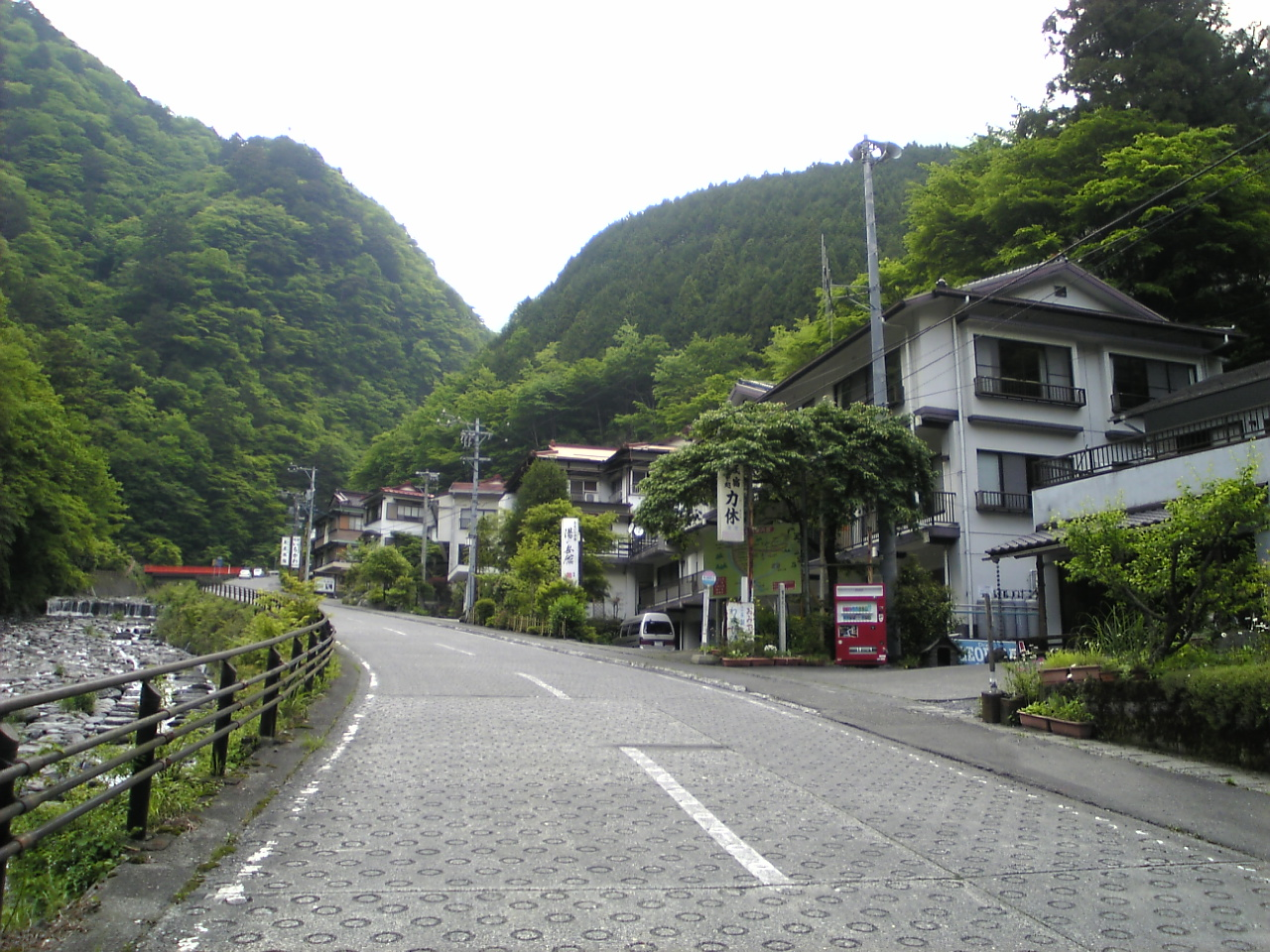
起点付近の梅ヶ島温泉（2010年6月）

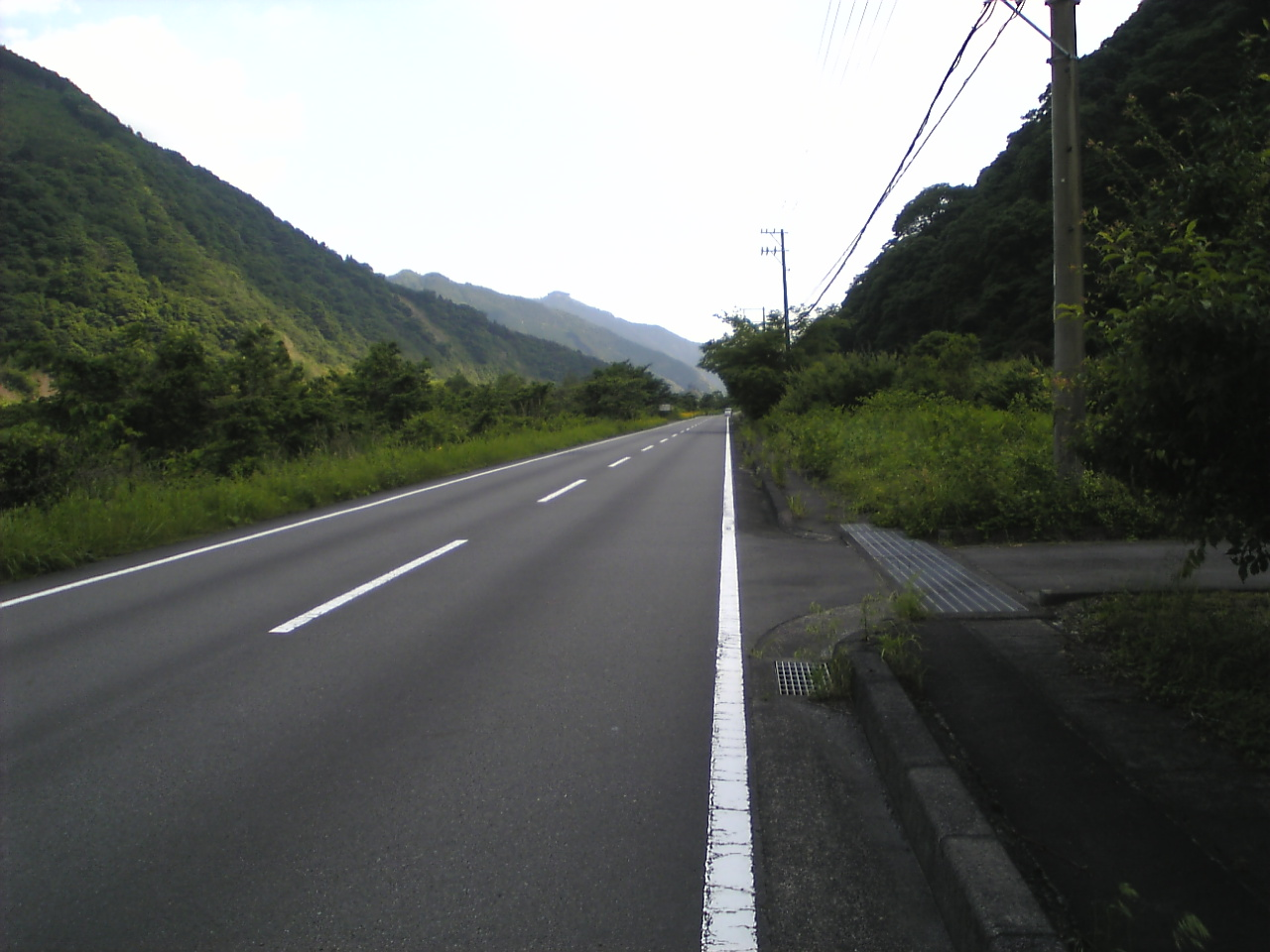
中平付近（2010年6月）

### 通過する自治体
- 静岡市（葵区）

### 交差する道路
- 豊岡梅ヶ島林道（静岡市葵区梅ケ島、起点）
- 静岡県道27号井川湖御幸線（静岡市葵区油島・玉機橋交差点）
- 静岡県道27号井川湖御幸線（静岡市葵区津渡野）
- 静岡県道27号井川湖御幸線（静岡市葵区油山）
- 静岡県道205号大川静岡線（静岡市葵区足久保口組・美和中学校北交差点）
- 静岡県道205号大川静岡線（静岡市葵区与左衛門新田・美和トンネル交差点）
- 国道362号（静岡市葵区山崎・安西橋西交差点 - 静岡市葵区昭和町・常磐町2丁目交差点）
- 静岡県道354号静岡環状線（静岡市葵区安西・安西4丁目交差点）
- 静岡県道208号藤枝静岡線（静岡市葵区本通三丁目・本通3丁目交差点）
- 国道1号（静岡市葵区昭和町・常磐町2丁目交差点、終点）

### 沿線
施設
- 梅ヶ島温泉
- 梅ヶ島コンヤ温泉
- コンヤの里テニスコート
- コンヤの里さくら公園
- 梅ヶ島キャンプ場
- 静岡市立梅ケ島小中学校
- 静岡市立大河内小中学校
- 静岡市立賤機北小学校
- 静岡市立美和中学校
- 静岡市立美和小学校
- 静岡市立安倍口小学校
- 静岡市西ヶ谷総合運動公園
- 静岡市静岡斎場
- 静岡市立番町小学校
- 油山温泉

沿線の名所・旧跡・観光地
- 安倍の大滝
- 大谷崩